# فريدريك الثالث ملك الدنمارك والنرويج
فريدريك الثالث (18 مارس 1609 - 9 فبراير 1670) كان ملك الدنمارك والنرويج من 1648 حتى وفاته. كما حكم أيضاً تحت اسم فريدريك الثاني كمسؤول الأبرشي (يشار بالعامية باسم أمير-أسقف) لإمارة-أسقفية فيردين (1623-1629 و1634-1644 مرة أخرى)، وإمارة-أسقفية بريمن (1635-1645).
من أجل أن ينتخب ملكاً بعد وفاة والده، اعطى فريدريك صلاحيات كبيرة لطبقة النبلاء كما سعى لكسبهم بالأموال والمناصب. كملك، خاض حربين ضد السويد. وقد هزم في الحرب دانو-السويدية من 1657-1658، ولكن حقق شعبية كبيرة عندما نجا من اعتداء 1659 في كوبنهاغن، وانتصر في الحرب دانو-السويدية من 1658-1660. في وقت لاحق من ذلك العام، واستخدم فريدريك شعبيته لحل النظام الملكي الانتخابي لصالح الملكية المطلقة، والتي استمرت حتى 1848 في الدنمارك. تزوج صوفي أمالي من برونزويك-لونبورغ، والتي أنجبت له كريستيان الذي أصبح ملكاً بعده تحت مسمى كريستيان الخامس من الدنمارك.

## السنوات الأولى
ولد فريدريك في هادرسليف في شليزفيغ، ابن الملك كريستيان الرابع وآن كاثرين من براندنبورغ. في شبابه، لم يكن هناك أي احتمال له في أن يصبح ملكا ويصعد العرش الدنماركي، وذلك لانتخاب شقيقه الأكبر كريستيان ولي العهد في 1608. تلقى تعليمه في أكاديمية سورو ودرس في هولندا وفرنسا.

### المناصب الأولى
حكم تحت اسم فريدريك الثاني كمسؤول الأبرشي (يشار بالعامية باسم أمير-أسقف) لإمارة-أسقفية فيردين (1623-1629 و1634-1644 مرة أخرى)، وإمارة-أسقفية بريمن (1635-1645)

## فترة الحكم

### اعلانه كملك
وفاة شقيقه الأكبر كريستيان في يونيو 1647 فتح إمكانية لفريدريك ان ينتخب وريثا للعرش الدنماركي. ومع ذلك، لا تزال هذه المشكلة دون حل عندما توفي والده الملك كريستيان الرابع يوم 28 فبراير 1648. وبعد مداولات طويلة بين المجلس الملكي، تم قبوله أخيرا خلفا لوالده. يوم 6 يوليو، تلقى فريدريك تحية من رعاياه، وتوج في 23 نوفمبر 1648.

### حروبه مع السويد
خاض فريدريك بعد اعتلائه العرش حربين ضد السويد. وقد هزم في الحرب دانو-السويدية من 1657-1658 (الأولى) بعد اعلانه الحرب على السويد، في العام نفسه بعد الهزيمة أعاد فريدريك الكرة وهاجم السويد مع مساعدة من القوات البحرية الهولندية ولكن حقق شعبية كبيرة عندما نجا من الهجوم على كوبنهاغن في 1659، وانتصر في الحرب دانو-السويدية الثانية من 1658-1660.

## وفاته
توفي فريدريك الثالث في قلعة كوبنهاغن ودفن في كاتدرائية روسكيلد في 9 فبراير 1670 عن عمر يناهز 60 عاما.